# Doti (huyện)
Doti (tiếng Nepal:डोटी) là một huyện thuộc khu Seti, vùng Viễn Tây Nepal, Nepal. Huyện này có diện tích 2025 km², dân số thời điểm năm 2001 là 207066 người.

## Dân số
Biến động dân số giai đoạn 1952-2001:
| Năm    | 1952   | 1961   | 1971   | 1981   | 1991   | 2001   |
| ------ | ------ | ------ | ------ | ------ | ------ | ------ |
| Dân số | 254314 | 282637 | 166070 | 153135 | 167168 | 207066 |